# Lubuk Resam (Kedurang)
Lubuk Resam is een bestuurslaag in het regentschap Bengkulu Selatan van de provincie Bengkulu, Indonesië. Lubuk Resam telt 447 inwoners (volkstelling 2010).